# Software (musikalbum)
Software är Grace Slicks fjärde soloalbum, släppt av skivbolaget RCA Records 1984. Detta album spelades in efter att Slick återförenades med Jefferson Starship. En musikvideo gjordes för singeln "All the Machines". Software är Grace Slicks sista soloalbum. Albumet har beskrivits som Slicks försök att anpassa sig till dåtidens techno pop. Gitarranvändning ersätts till stor del av synthesizers och elektriska trummor. Slicks varumärke, klagande sång och improvisering, ersätts av mer korta, exakta tongångar.

## Låtlista
Sida 1
1. "Call It Right Call It Wrong" – 3:47
2. "Me and Me" – 3:52
3. "All the Machines" – 4:47
4. "Fox Face" – 4:54

Sida 2
1. "Through the Window" (Peter Beckett) – 3:32
2. "It Just Won't Stop" – 4:05
3. "Habits" – 3:50
4. "Rearrange My Face" – 3:25
5. "Bikini Atoll" (Grace Slick) – 4:52

- Alla låtar skrivna av Grace Slick (text) och Peter Wolf (musik) där inget annat anges.

## Medverkande
Musiker
- Grace Slick – sång
- Peter Wolf – keyboard, programmering, syntbas
- Peter Maunu – gitarr (på alls spår, utan "Rearrange My Face")
- Brian MacLeod – trummor
- Bret Bloomfield – basgitarr (på "Me and Me")
- Michael Spiro – percussion (på "Me and Me", "Fox Face", "Rearrange My Face" och "Bikini Atoll")
- Dale Strumpel – ljudeffekter (på "All the Machines" och "Bikini Atoll")
- Sean Hopper, Paul Kantner – bakgrundssång (på "All the Machines" och "It Just Won't Stop")
- John Colla, Mickey Thomas – bakgrundssång (på "Call It Right Call It Wrong", "Me and Me", "All the Machines", "Through the Window", "It Just Won't Stop" och "Rearrange My Face")
- Ron Nevison – bakgrundssång (på "Me and Me")
- Ina Wolf – bakgrundssång

Produktion
- Ron Nevison – musikproducent, ljudtekniker, arrangement
- Rick Sanchez – assisterande ljudtekniker
- Dee Dee Miller – assisterande musikproducent
- Peter Wolf – arrangement
- Michael Pangrazio – omslagskonst
- Paykos Phior – omslagsdesign
- Andrea Hein, Grace Slick – omslagsdesign